# Kolja Oudenne
Kolja Oudenne (Berlijn, 11 november 2001) is een voetballer met zowel de Zweedse als Duitse nationaliteit die doorgaans als aanvallende middenvelder speelt. In juli 2023 debuteerde hij namens Hannover 96 in de 2. Bundesliga in het betaald voetbal. Een club waar hij nog steeds onder contract staat.

## Clubloopbaan

### Jeugd
Oudenne begon op 5-jarige leeftijd met voetballen bij FC Internationale Berlin. Na een jaartje Hertha BSC kwam hij in de zomer van 2015 op 13-jarige leeftijd bij Bayern München terecht. Hij voetbalde drie jaar in de jeugdacademie van de Duitse recordkampioen. Hij kwam fysiek te kort waardoor hij in 2018 terugkeerde naar zijn geboortestad en ging voetballen bij de onder-19 van FC Hertha 03 Zehlendorf.

### FC Hertha 03 Zehlendorf
Voor het seizoen 2020/21 werd Oudenne vanuit de junioren overgeheveld naar de senioren. Hij maakte op 18 augustus zijn debuut tegen stadsgenoot Blau-Weiß Berlin. In het met 0-0 gelijkgespeelde duel in de Oberliga Nord startte hij in de basis.  Zijn eerste seizoen bij de senioren was van korte duur omdat de competitie na negen wedstrijden werd stilgelegd als gevolg van de maatregelen tegen COVID-19. Oudenne vervolgde zijn loopbaan bij Tasmania Berlin.

### Tasmania Berlin
Aan het begin van de zomer van 2021 werd bekend dat Oudenne een tweejarig contract had ondertekend bij de officieuze opvolger van de legendarische club SC Tasmania 1900 Berlin, die in 1973 failliet ging. Op 23 juli maakte hij zijn debuut voor Tasmania tijdens de thuiswedstrijd tegen SV Babelsberg. In het met 2-0 begonnen duel startte hij in de basis. Hij stond het gehele seizoen in de basis. Oudenne eindigde met Tasmania op de 20e plaats en hij degradeerde daarmee uit de Regionalliga Nordost. Hij verliet de club en kwam te spelen bij stadsgenoot Altglienicke.

### Altglienicke
In juni 2022 werd bekend dat Oudenne de overstap maakte naar de club uit het Berlijnse stadsdeel Altglienicke. Op 5 augustus maakte hij in de Regionalliga Nordost zijn debuut tijdens de thuiswedstrijd tegen Energie Cottbus. In het met 2-0 gewonnen duel liet trainer Karsten Heine hem als aanvallende middenvelder in de basis starten. In de terugronde op maakte hij op 28 januari tegen dezelfde voormalige Oost-Duitse ploeg zijn eerste doelpunten. In de met 0-2 gewonnen uitwedstrijd maakte hij beide doelpunten. Aan het einde van het seizoen maakte hij na 28 basisplaatsen de overstap naar het tweede elftal Hannover 96.

### Hannover 96
In de zomer van 2023 tekende Oudenne een amateurcontract tot 2025 bij de club uit de hoofdstad van de Duitse deelstaat Nedersaksen. Ondanks dat hij gehaald was voor het tweede elftal trainde hij tijdens de voorbereiding op het seizoen 2023/24 mee met het eerste elftal. Op 5 augustus maakte hij in de Regionalliga Nord zijn debuut in het tweede elftal bij de club uit de hoofdstad van de Duitse deelstaat Nedersaksen. In de met 3-2 gewonnen thuiswedstrijd tegen 1. FC Phönix Lübeck startte hij in de basis en maakte hij in de 21e minuut de 2-1. Een maand later maakte hij op 17 september 2023 zijn eerste minuten in het eerste elftal in de 2. Bundesliga tijdens de thuiswedstrijd tegen VfL Osnabrück. In de met 7-0 gewonnen wedstrijd bracht trainer Stefan Leitl hem in 75e minuut in de ploeg voor Cedric Teuchert. Kort daarop gaf hij de assist waaruit Andreas Voglsammer het zevende en laatste doelpunt wist te scoren. Op 8 december stond hij voor de eerste keer in de basis tijdens de met 2-2 gelijk gespeelde thuiswedstrijd tegen Karlsruher SC. Hij speelde de volledige 90 minuten. Oudenne eindigde in zijn eerste seizoen met Hannover 96 op de zesde plaats waarin hij zes keer in de basis begon. Op 5 juli 2024 tekende hij zijn eerste profcontract.
In zijn tweede seizoen (2024/25) lukte het hem niet om een vaste basisspeler te worden in het eerste elftal waardoor hij eveneens regelmatig in het tweede elftal actief was. 

## Clubstatistieken
| Seizoen                         | Club              | Competitie           | Competitie | Competitie | Beker | Beker | Internationaal | Internationaal | Overig | Overig | Totaal | Totaal |
| Seizoen                         | Club              | Competitie           | Wed.       | Dlp.       | Wed.  | Dlp.  | Wed.           | Dlp.           | Wed.   | Dlp.   | Wed.   | Dlp.   |
| ------------------------------- | ----------------- | -------------------- | ---------- | ---------- | ----- | ----- | -------------- | -------------- | ------ | ------ | ------ | ------ |
| 2020/21                         | Hertha Zehlendorf | Oberliga Nord        | 8          | 0          | 0     | 0     | 0              | 0              | 2      | 0      | 10     | 0      |
| 2021/22                         | Tasmania Berlin   | Regionalliga Nordost | 34         | 0          | 0     | 0     | 0              | 0              | 4      | 2      | 38     | 2      |
| 2022/23                         | Altglienicke      | Regionalliga Nordost | 33         | 6          | 3     | 0     | 0              | 0              | 2      | 0      | 38     | 6      |
| 2023/24                         | Hannover 96       | 2. Bundesliga        | 13         | 0          | 0     | 0     | 0              | 0              | 5      | 2      | 18     | 2      |
| 2024/25                         | Hannover 96       | 2. Bundesliga        | 5          | 0          | 0     | 0     | 0              | 0              | 9      | 1      | 14     | 1      |
| Carrière totaal                 | Carrière totaal   | Carrière totaal      | 93         | 6          | 3     | 0     | 0              | 0              | 22     | 5      | 118    | 11     |
| Bijgewerkt tot 19 februari 2025 |                   |                      |            |            |       |       |                |                |        |        |        |        |

- In de seizoenen 2020/21, 2021/22 en 2022/23 speelde Oudenne wedstrijden mee om de Berliner Pokal;
- In het seizoen 2023/24 en 2024/25 speelde hij een aantal wedstrijden in het tweede van Hannover 96.

## Interlandloopbaan
Na zijn keuze om voor Zweden te willen spelen kwam hij alleen voor Zweden –16 in actie. Op 25 april maakte hij zijn debuut in een oefenwedstrijd tegen de leeftijdsgenoten van België. In het met 1-6 verloren duel speelde hij de gehele wedstrijd. Hij speelde tot op heden drie wedstrijden voor Zweden.

### Interlandstatistieken
| Jeugdinterlands van Kolja Oudenne voor Zweden | Jeugdinterlands van Kolja Oudenne voor Zweden | Jeugdinterlands van Kolja Oudenne voor Zweden | Jeugdinterlands van Kolja Oudenne voor Zweden | Jeugdinterlands van Kolja Oudenne voor Zweden | Jeugdinterlands van Kolja Oudenne voor Zweden |
| №                                             | Datum                                         | Wedstrijd                                     | Uitslag                                       | Soort Wedstrijd                               | Doelpunten                                    |
| Als speler bij Zweden –16                     | Als speler bij Zweden –16                     | Als speler bij Zweden –16                     | Als speler bij Zweden –16                     | Als speler bij Zweden –16                     | Als speler bij Zweden –16                     |
| --------------------------------------------- | --------------------------------------------- | --------------------------------------------- | --------------------------------------------- | --------------------------------------------- | --------------------------------------------- |
| 1.                                            | 25 april 2017                                 | Zweden – België                               | 1 – 6                                         | Vriendschappelijk                             |                                               |
| 2.                                            | 26 april 2017                                 | Denemarken – Zweden                           | 0 – 2                                         | Vriendschappelijk                             |                                               |
| 3.                                            | 28 april 2017                                 | Tsjechië – Zweden                             | 7 – 1                                         | Vriendschappelijk                             |                                               |
| Bijgewerkt tot 22 juni 2024                   |                                               |                                               |                                               |                                               |                                               |

## Persoonlijk
Oudenne is geboren en getogen in Berlijn. Hij heeft een in Stockholm geboren Zweedse moeder en Duitse vader. In de Duitse hoofdstad ging hij naar een Zweedse school waardoor hij vloeiend de moedertaal van zijn moeder spreekt. Op jonge leeftijd sprak hij reeds de wens uit om ooit voor Zweden te mogen spelen.